# شهرستان لوبلینگتس
شهرستان لوبلینگتس (به لهستانی: Powiat Lubliniec) یک شهرستان در لهستان است که در استان سیلسیان واقع شده‌است. شهرستان لوبلینگتس ۸۲۲٫۱۳ کیلومتر مربع مساحت و ۷۶٬۶۲۸ نفر جمعیت دارد.